# مقاطعة منتغامري (أوهايو)
مقاطعة منتغامري (بالإنجليزية: Montgomery County)‏ هي إحدى مقاطعات ولاية أوهايو في الولايات المتحدة الأمريكية.

## أعلام
- ويليام سوير
- جون لويس برينر